# Agua de Dios
Agua de Dios é um município da Colômbia, localizado na província Alto Magdalena, departamento de Cundinamarca.